# Schwarzbrust-Schlangenadler

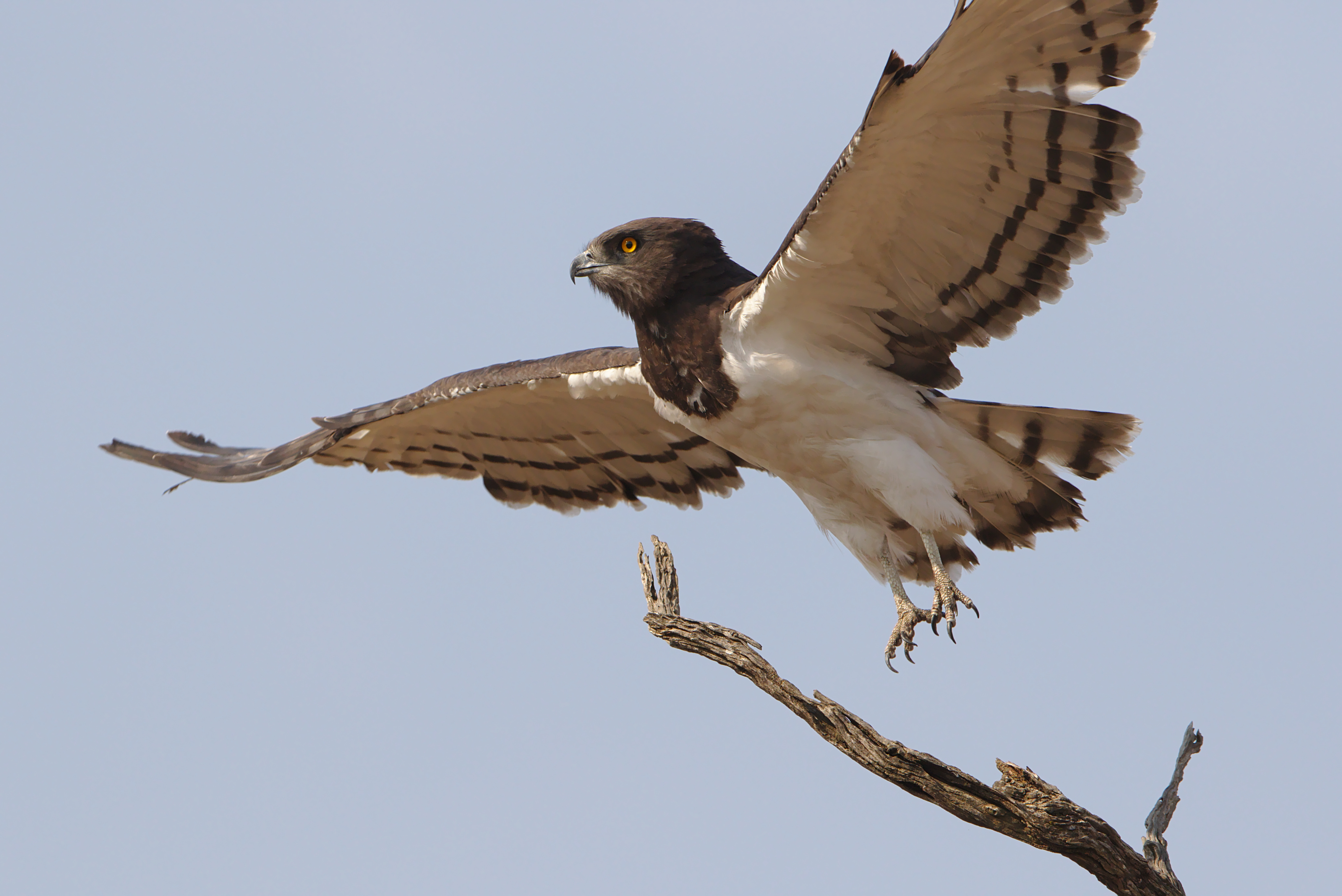
Schwarzbrust-Schlangenadler im Landeanflug, Pilanesberg-Nationalpark, Südafrika

Der Schwarzbrust-Schlangenadler (Circaetus pectoralis) ist ein großer, in Afrika verbreiteter Greifvogel aus der Gattung der Schlangenadler (Circaetus) innerhalb der Familie der Habichtartigen (Accipitridae).

## Beschreibung
Schwarzbrust-Schlangenadler haben einige charakteristische Merkmale und sind so schwer zu verwechseln. Mit einer Länge von etwa 71 cm, einer Flügelspannweite von 160 bis 185 cm und einem Gewicht von etwa 1,2 bis 2,3 kg sind sie für ihre Gattung ziemlich groß.
Die Oberseite ist dunkelbraun gefärbt und teilweise recht schuppig. Kopf und Brust sind gepunktet und unterscheiden sich so von den reinweißen, nicht gepunkteten restlichen Teilen der Unterseite und den Unterflügeln. Diese weisen eine Gitterstruktur auf, was im Flugbild gut zu erkennen ist. Die Iris ist zitronengelb, die Wachshaut ist bläulich grau und die Beine sind grünlich grau.
Jungvögel sind insgesamt deutlich heller, vor allem im Bereich des Kopfes, der bei ihnen rötlich ist. Die Oberseite und die Flügeldecken sind mittelbraun und schuppig, während die Flugfedern dunkelbraun sind. Die Unterseite und die Unterflügel sind gleichmäßig oder fleckig zimtrot.
Es ist kein Geschlechtsdimorphismus zu erkennen. Weibchen sind jedoch etwas größer als Männchen.

## Rufe
Im Allgemeinen ist der Schwarzbrust-Schlangenadler sehr schweigsam. Manchmal ruft er „kwo-kwo-kwo-kweeeo“ und im Flug gibt er ein lautes Zischen von sich.

## Verbreitung und Zugverhalten
Die Art kommt im östlichen und südlichen Afrika vor. Sie ist von Äthiopien, vom Sudan und von der Demokratischen Republik Kongo an bis nach Südafrika verbreitet.
Schwarzbrust-Schlangenadler sind Teilzieher. Sie wandern teilweise in der Regenzeit nach Norden und in der Trockenzeit nach Süden, aber nicht alle Populationen ziehen nach diesem Muster. Sie wählen jedes Jahr einen neuen Brutplatz, und daher kann keine bestimmte Regelmäßigkeit im Zugverhalten erkannt werden. Unklar sind auch die Gründe für die Wanderungen.

## Lebensraum
Der Schwarzbrust-Schlangenadler bewohnt offenes Land in Wassernähe wie Strauchsavannen, Dornsavannen und Halbwüsten. Sie meiden jedoch bergige und bewaldete Gebiete. Oft halten sie sich in der Nähe von Flurbränden auf, um dort zu jagen.

## Lebensweise

### Jagdverhalten und Ernährung
Schwarzbrust-Schlangenadler jagen entweder von einem Ansitz (etwa tote Bäume, Strommasten) oder aus dem Flug. Sie erbeuten hauptsächlich giftige, bis zu 80 cm lange Schlangen, Eidechsen, kleine Nagetiere, Frösche und Insekten.

### Sozialverhalten
Sie leben meist einzelgängerisch, außerhalb der Brutsaison werden sie aber auch in Gruppen von bis zu 200 Tieren gesichtet. Sie halten sich oft in unmittelbarer Nähe von Einfarb-Schlangenadlern auf, wobei keine Anfeindungen beobachtet wurden.

### Fortpflanzung
Die Brutsaison ist je nach Region unterschiedlich. In Sambia dauert sie von Februar bis September, in Simbabwe von Juni bis September und in Südafrika wird das ganze Jahr über gebrütet, hauptsächlich jedoch in der Trockenzeit von August bis November.
Das Nest aus Ästen liegt in Mistelzweigen oder anderen epiphytischen Pflanzen in recht kleinen Bäumen. Das einzelne Ei ist weiß und ungemustert. Das Weibchen brütet dieses etwa 52 Tage lang aus, während das Männchen das brütende Weibchen mit Beute versorgt. Das Junge wird nach etwa 90 Tagen flügge.

## Gefährdung
Der Schwarzbrust-Schlangenadler ist in seinem großen Verbreitungsgebiet teilweise häufig, teilweise aber auch nur sehr selten anzutreffen. In Reservaten und Nationalparks sind die Populationen größer als in ungeschützten Gebieten. Er wird in der Roten Liste der IUCN als nicht gefährdet (Least Concern) eingestuft.